# Robert Green (piłkarz)
Robert Paul Green (ur. 18 stycznia 1980 w Chertsey) – angielski piłkarz występujący na pozycji bramkarza w angielskim klubie Chelsea. Były reprezentant Anglii. W 2019 roku zakończył karierę sportową.

## Kariera klubowa

### Norwich City
Robert Green jest wychowankiem Norwich City. W barwach „Kanarków” zadebiutował 11 kwietnia 1999 roku w meczu derbowym przeciwko Ipswich Town. Kiedy w 2001 roku Norwich opuścił Andy Marshall, Green już na stałe zagościł w bramce klubu z Carrow Road. Robert wraz z Craigiem Flemingiem i Darrenem Huckerby’m byli największymi bohaterami „Kanarków”, którzy w sezonie 2003/04 wywalczyli awans do Premier League.
Dzięki jego dobrej formie zainteresował się nim selekcjoner reprezentacji Anglii Sven-Göran Eriksson. Green został powołany do kadry Anglików na mecz ze Szwecją, który odbył się w marcu 2004 roku, jednak wtedy nie zagrał. Debiut w narodowej koszulce zaliczył w meczu przeciwko Kolumbii, który został rozegrany w czerwcu 2005 roku. W czasie trwania sezonu 2005/06 wychowanek Norwich rozegrał niewiele spotkań, gdyż miał problemy z urazami. Po tym nieudanym sezonie mówiło się, że Green opuści Norwich na rzecz lepszego i bardziej utytułowanego zespołu.
Zainteresowanie tym golkiperem wyrażali Everton oraz Portsmouth, jednak zarząd Norwich nie miał zamiaru sprzedać swojego bramkarza. Green miał pojechać na mundial, który był rozgrywany w Niemczech, jednak nie mógł na nim wystąpić z powodu kontuzji, którą odniósł w meczu rezerwowej drużyny Anglii przeciwko Białorusi. W ostatniej chwili został zastąpiony przez Scotta Carsona i to bramkarz Liverpoolu doznał zaszczytu wyjazdu na mundial.

### West Ham United
Ta kontuzja jednak nie przeszkodziła mu w transferze do lepszego niż Norwich klubu. W sierpniu 2006 roku Green podpisał umowę z zespołem West Ham United. Pierwszy sezon w barwach Młotów był dla niego bardzo udany. Green w 2008 roku otrzymał tytuł „Młota Roku”, który przyznawany jest przez kibiców. Robert Green jest obecnie kluczowym zawodnikiem układanki Avrama Granta.

### Queens Park Rangers
Dnia 21 czerwca 2012 r. uzgodnił warunki i na zasadzie wolnego transferu przeniósł się do Queens Park Rangers.

### Leeds United
W lipcu 2016 r. został zawodnikiem Leeds United.

### Huddersfield Town
W lipcu 2017 r. został zawodnikiem Huddersfield Town.

### Chelsea
W lipcu 2018 r. został zawodnikiem Chelsea.